# Pískožrouti
Pískožrouti je humoristicko-parodická fantasy českého autora používajícího pseudonymu Denny Newman, která navazuje na první díl série Mořičvíl.
Na rozdíl od prvního románu jde o sbírku povídek, rozšiřujících některé dějové linie světa Mořičvílu.
V roce 2012 vyšlo v edici Pevnost nakladatelství Epocha volné pokračování s názvem Otevřte sa, mraky

## Popis obsahu
Zasněžená kráva
Členové Mořičvílského městského muzea se vydávají na zimní výjezdní zasedání do pohoří Vrcholy, kde je hned první noc profesor Rosnička se svými kumpány přistižen šéfem muzea, profesorem Myrtylem Kuštilem, jak se plíží do sklepa pro víno. Jako výmluvu si vymyslí trénink na připravované sáňkařské závody. Ty druhý den skutečně proběhnou, avšak bez vítěze, neboť většinou jsou závodníci těžce zraněni, nebo dají přednost rekreačnímu sáňkování. Při celé akci se ztratí muzejní kocour Matylda, ale na konci je šťastně nalezen a dochází ke smíření věčných rivalů, profesorů Kuštila a Rosničky.
Krb
Profesor Myrtyl Kuštil a profesor Rosnička se rozhodnou překvapit Jamese Blonda a nadělit mu ke Dni sestry Broskvové do krbu dárek. Celá krátká povídka je jeden nepřerušený rozhovor dvou mužů uvízlých v komínu.
Obyčejný večer
(povídka vyšla samostatně v časopisu Pevnost). Profesor Kuštil a profesor Rosnička jsou na stopě domnělého nájemného vraha vtaženi do orgií v Salonu madam Čurbesové, James Blon a Jeroným Myšpulka podnikají noční tah městem a poprvé se objevuje mravenečník Albert, zachráněný ze spárů Fontské rady.
Broskvové myši
Na Den sestry Broskvové profesor Rosnička s dvěma kolegy značí v lese první turistickou trasu, Myrtil a Jeroným kupují u ducha Viléma a hejkala Cyrila myši obarvené na broskvovo.
Nafialovělý mourek
Hoši od Kobří řeky zakládají sbírku známek a setkají se s Jamesem Blondem, který pronásleduje Lopérovu bandu. Vzniká nepřátelství na život a na smrt mezi Hochy od Kobří řeky a mravenečníkem Albertem.
Pískožrouti
Novela o nepovedeném přepadení cukrárny pana Buchtičky, v hlavních rolích Bratrstvo s klacky.
Na konci knihy jsou ještě jako bonus nepoužité a vystřižené kapitoly v parodii na standardní DVD, které vysvětlují vznik a vývoj Hluboké univerzity a tunelu na Ostrov umění.
| Knihy série Mořičvíl | Knihy série Mořičvíl | Knihy série Mořičvíl        |
| -------------------- | -------------------- | --------------------------- |
| Předchůdce: Mořičvíl | 2010 Pískožrouti     | Nástupce: Otevřte sa, mraky |